# داگمار هاولووا
داگمار هاولووا (چکی: Dagmar Havlová؛ زادهٔ ۲۲ مارس ۱۹۵۳) بازیگر اهل جمهوری چک است.
او در ۵۰ فیلم سینمایی هنرنمایی کرده و ۲۰۰ حضورِ تلویزیونی داشته است.